# Pimelea venosa
Pimelea venosa är en tibastväxtart som beskrevs av S. Threlfall. Pimelea venosa ingår i släktet Pimelea och familjen tibastväxter. Inga underarter finns listade i Catalogue of Life.